# Coleocentrus chipsanii
Coleocentrus chipsanii là một loài tò vò trong họ Ichneumonidae.